# Ignacy Antoni Raczyński
Ignacy Antoni Raczyński herbu Nałęcz (ur. 6 sierpnia 1741 w Małoszynie, zm. 19 lutego 1823 w Przemyślu) – polski duchowny rzymskokatolicki, eksjezuita, administrator apostolski diecezji poznańskiej od 11 kwietnia 1794, następnie biskup diecezjalny poznański (12 września 1794 – 26 sierpnia 1806), administrator apostolski warszawski (17 czerwca 1806 – 1818), arcybiskup metropolita gnieźnieński (26 sierpnia 1806 – 22 sierpnia 1818). Kawaler Orderu Orła Białego.

## Życiorys
Legitymował się herbem Nałęcz. W 1760 wstąpił do zakonu jezuitów, gdzie 15 sierpnia 1760 złożył śluby zakonne. 31 lipca 1770 przyjął święcenia kapłańskie. W 1775 po kasacie zakonu został inkardynowany do duchowieństwa diecezji poznańskiej. W 1776 został kanonikiem poznańskim. 12 września 1794 został mianowany biskupem diecezjalnym diecezji poznańskiej, którą już od kwietnia 1794 zarządzał jako administrator apostolski. Sakrę biskupią otrzymał 9 listopada 1794 z rąk biskupa Franciszka Rydzyńskiego. 26 sierpnia 1806 został mianowany arcybiskupem metropolitą gnieźnieńskim. Jego ingres odbył się 10 grudnia 1807. 22 sierpnia 1818 papież Pius VII zaakceptował jego rezygnację z urzędu pomimo jego dobrych stosunków z rządem pruskim. Rezygnację Raczyński argumentował podeszłym wiekiem. Pod koniec 1819 przybył do Rzymu. W 1821 uzyskał zgodę na zamieszkanie w diecezji przemyskiej. Jego siedzibą był pałac biskupi w Brzozowie. W tym czasie udzielał pomocy bp. Antoniemu Gołaszewskiemu oraz wspierał działalność oo. jezuitów w pobliskiej Starej Wsi.
Zmarł 19 lutego 1823 w Przemyślu. Pierwotnie został pochowany na cmentarzu w Brzozowie. W 1854 jego szczątki zostały przeniesione do kościoła parafialnego w Obrzycku.
Pamiątki po nim: olejny portret biskupa, jego ordery, ornat oraz „sukienka” jego fundacji na rzeźbę Matki Boskiej Nowicjackiej znajdują się w zbiorach Muzeum Towarzystwa Jezusowego Prowincji Polski Południowej w Starej Wsi.
Był członkiem honorowym Towarzystwa Warszawskiego Przyjaciół Nauk.

## Odznaczenia
- Order Orła Czerwonego (1794, Prusy)[2][7]
- Order Orła Białego (1809)[2][8]
- Order Świętego Jana Jerozolimskiego[2]